# Alois Strasser
Alois Strasser (* 2. Dezember 1867 in Buda; † 3. April 1945 in Wien) war ein österreichischer Internist.
Strasser war der Sohn eines Kaufmanns. Er studierte nach dem Besuch des Gymnasiums in Budapest ab 1885 Medizin an der Universität Wien. Er war zunächst Assistent an der Kinderklinik in Wien, 1892/93 Assistent bei Rudolf von Jaksch an der Medizinischen Klinik in Prag und 1893 Assistent bei Wilhelm Winternitz an der Allgemeinen Poliklinik Wien und der Kaltwasserabteilung in Kaltenleutgeben. 1897 habilitierte er sich in Wien in Innerer Medizin und wurde 1898 Privatdozent an der Universität Budapest. 1908 erhielt er den Titel außerordentlicher Professor und 1916 wurde er außerordentlicher Professor an der Universität Wien. Außerdem war er Nachfolger von Winternitz als Abteilungsleiter an der Allgemeinen Poliklinik. Nach dem Anschluss Österreichs 1938 wurde er von seinem Lehrstuhl vertrieben (zwangs-beurlaubt). Er war zwar evangelisch, aber ursprünglich jüdisch.
Strasser befasste sich mit verschiedenen Infektionskrankheiten (Malaria, Typhus), mit Gelbsucht, Glycosurie, Magenkrankheiten und Bädertherapie besonders bei Nervenkrankheiten.
Er war Herausgeber der Zeitschrift für die gesamte physikalische Therapie. Er war Präsident der österreichischen balneologischen Gesellschaft und erhielt das Goldene Ehrenzeichen der Republik Österreich.
Er war Autor in der Real-Encyclopädie der gesammten Heilkunde.
Strasser war mit Olga Urban (1873–1956) verheiratet, der Tochter des Gründers des Verlags Urban & Schwarzenberg.